# Amerikansk trågmussla
Amerikansk trågmussla (Rangia cuneata) är en musselart som först beskrevs 1831 av George Brettingham Sowerby I. Arten ingår i släktet Rangia och familjen Mactridae.

## Utseende

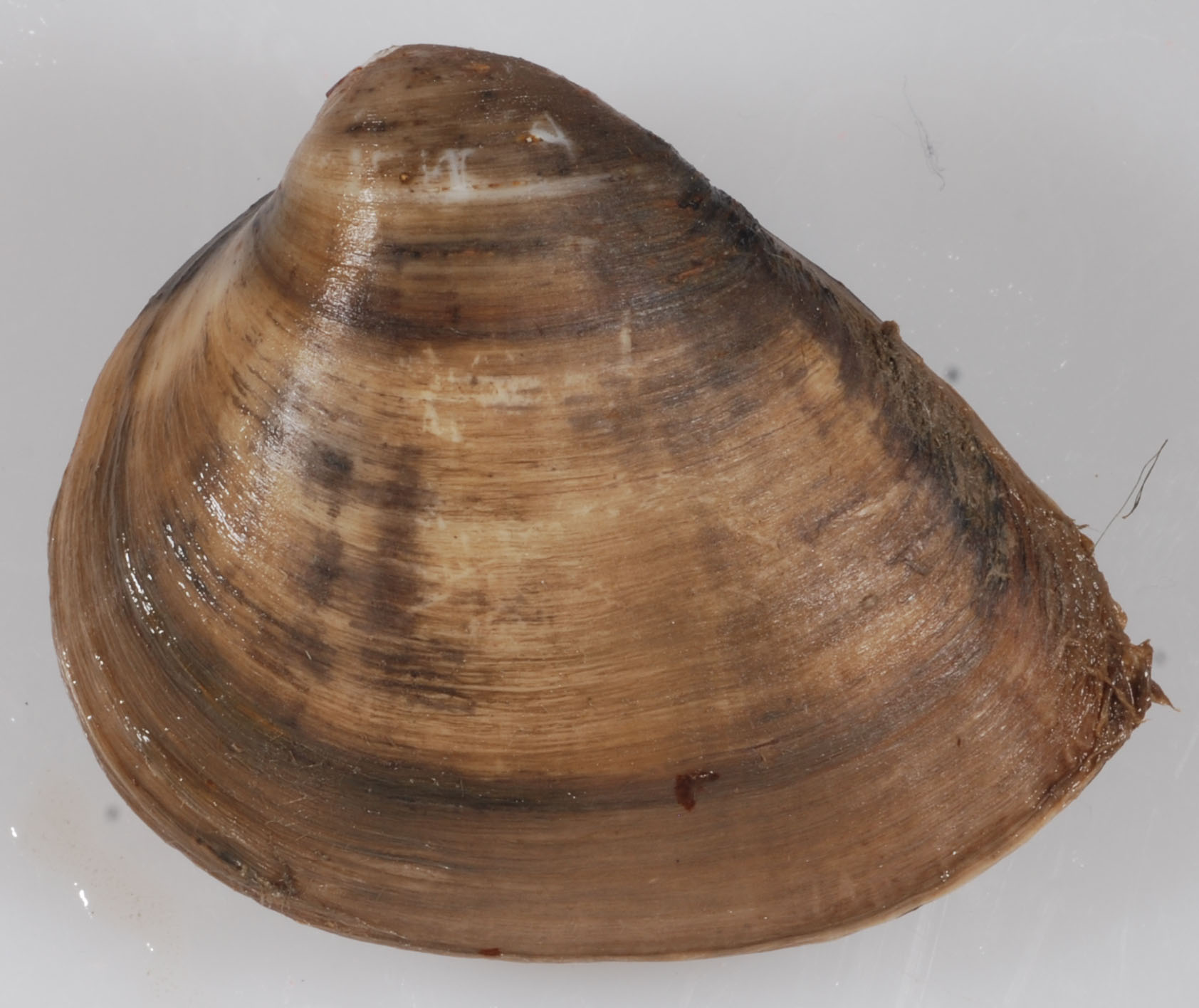
Amerikansk trågmussla.

Amerikansk trågmussla mäter 40–90 mm, där de nordamerikanska är de största, och den har ett mycket tjockt och tungt skal. Den är till formen snett oval, mycket buktig och skalbucklan är väl markerad. Skalet är slätt och ljust gulbrunt till mörkt gråbrunt. Den ena skalhalvan har två främre sidotänder, där den ena är långsträckt och avslutas med en karakteristisk V-formig böj. I övrigt har den en tydlig triangelformad låsbandsgrop för det ligament som håller ihop skalhalvorna.

Höger klaff
Vänster klaff

Förväxlingsarter kan vara sötvattenslevande arter i släktena Sphaerium (klotmusslor) och Pisidium (ärtmusslor), men dessa är alla mindre, de mäter upp till 15 mm, och de saknar  tydlig låsbandsgrop. Arter i släktet Spisula kan också påminna om amerikansk trågmussla, men dessa förekommer bara i rent marina miljöer.

## Utbredning
Amerikansk trågmussla är inhemsk i Nordamerika, där den ursprungligen förekom i Mexikanska golfen. Under 1960-talet spred den sig norrut längs USA:s Atlantkust och på 1980-talet hade den nått Hudson River. Det första fyndet i Europa gjordes 2005 i Antwerpens hamn i Belgien, och första observationen i Östersjön gjordes 2010. Idag är den känd på flera lokaler längs ryska, polska och tyska kusten.

### Förekomst i Sverige
I Sverige upptäcktes arter 2016 i Svenstaviken i Bråviken utanför Norrköping och 2018 vid Helge ås norra utlopp vid Åhus.

## Ekologi
Amerikansk trågmussla förekommer i brackvatten med en salthalt upp till 18 promille, huvudsakligen på grunda mjuka bottnar – på under sex meters djup – vid flodmynningar och i nedre delen av vattendrag. I England har den påträffats i rena sötvattensmiljöer. Artens larver är frisimmande och musslan utgör föda åt havsfåglar.

## Amerikansk trågmussla och människan
Arten har troligen spridits utanför sitt ursprungliga utbredningsområde genom transport av de frisimmande larverna i barlastvatten. Arten kategoriseras som invasiv i Europa och den sprider sig mycket snabbt.